# Mupsov
Mupsov (Multi Purpose Stand Off Weapon) je vođena krstareća kasetna bomba razvijena od firme Denel Dynamics (prvobitni naziv firme je Kentron) iz Južnoafričke Republike. Razvoj ovog oružja je počeo još 1991. godine, a testiranje letnih karakteristika 1997. godine. Oružje je dizajnirano da neutrališe neprijateljske ciljeve poput aerodroma, bunkera i komandno-kontrolnih centara. Preciznost se postiže korišćenjem napredne tehnologije navigacije, a navođenja se vrši prenosom podataka bilo preko TV, IIR ili MMV senzora to jest glava za navođenje. Domet Mupsova bio je od 150 do 300 km, a lansira se iz aviona Miraž III ili  Miraž V. Telo je napravljeno od kompozitnih materijala.
Denel Dinamics je uspešno testirao krstareću kasetnu gde let rakete dosegao udaljenost do 200 km. Prvobitno je navedeno da je MUPSOV ima domet od 300 km + (verovalo se da ima veći domet od 300 km), pre nego što se magično smanjio domet rakete na oko 150 km, iz jasnih razloga zbog uske državne granice i mogućnost da se susedne zemlje pobune, oni su to preduhitrili i smanjili su domet ovog oružja.

## Opis sistema MUPSOV
MUPSOV je projektovan kao dispenzer submunicije, namenjen za dejstva protiv žive sile i neoklopljenih ciljeva, aerodinamička konfiguracija sistema je klasična. Ovaj dispenzer karakteriše strelasto izvlačivo krilo u položaju niskokrilca (slična konfiguracija krila je primenjena na američkom kontejneru AGM-154A), repne površine sa graničnim pločama za povećanje efektivne vitkosti i stabilnosti po pravcu. Na samom kraju vretenastog trupa je primetna vetruška, koja služi za pogon generatora.
Na vrhu dispenzera je jasno uočljiva sekcija sistema termalnog skenera. Upravljanje dispenzerom MUPSOV se ostvaruje pomoću inercijalnog navigacijskog sistema, dok se korekcija na putanji ostvaruje putem GPS. Oba sistema (GPS i INS) se koriste u kombinaciji naročito na srednjem delu putanje, dok se u završnoj (termalnoj) fazi leta MUPSOV navodi na cilj na osnovu termalne slike cilja što mu obezbeđuje punu autonomiju i otpornost na ometanje. Takođe je omogućeno daljinsko upravljanje sistemom, kao i link podataka.
Takođe se radi i na novoj varijanti sistema povećanog dometa sa reaktivnim pogonom pod nazivom TORGOS.

## Opis sistema TORGOS
TORGOS je unapređeni sistem MUPSOV-a koji ima vođeni projektil visoke preciznosti pogonjen malim turbofenskim motorom, namenjen za neutralisanje otpornih ciljeva kakvi su betonski kaponiri, bunkeri, komandno-kontrolni centri i drugo.
Sistem TORGOS predstavlja projektil sa kutijastim telom dužine oko 6 m sa parom upravljačkih površina-kanara, sa velikim stabilizatorima na zadnjem delu trupa raspoređenim u krstastoj formi. Takođe je primetan podtrupni uvodnik, kao i prozor na nosnom delu za termalni skener. Visoka tačnost pogađanja je ostvarena na osnovu savremenog sistema za navođenje i autonomnog sistema za vođenje u završnoj (terminalnoj) fazi leta.
Pretpostavka je da postoji i varijanta sistema sa različitim tipovima bojevih glava (za dejstva i protiv oklopnih ciljeva). Ukupna masa sistema TORGOS iznosi 980 kg, dok je masa bojeve glave 450 kg. Domet dispenzera TORGOS iznosi 300 km.

## Pakistanska verzija ovog sistema je Hatf-VIII (Ra'ad)
Pakistan je uspešno testirao krstareću raketu koji su u stanju da nose konvencionalne i nuklearne bojeve glave. Naziv ovog Pakistanskog sistema je Hatf-VIII (Ra'ad) i to je vazduhoplovna krstareća raketa operativnog dometa od 350 km i prvi put je testirana od strane vazduhoplovstva Pakistana u avgustu 2007. godine. Prema medijskim izveštajima, uspešno lansiranje pohvalili su predsednik Mamunda Husein i premijer Navaz Sharif, koji su čestitali naučnicima i inženjerima na postignućima.
Vojska Pakistana je procenila da projektil ima velike manevarske sposobnosti i da može da se gađa nuklearnim i konvencionalnim bojevim glavama sa velikom preciznošću, takođe važno je da leti na malim visinama, prateći trajektoriju tla, tako da oružje ostaje nevidljivo za protivnički PVO sve do svog cilja. Vojska takođe kaže da rakete imaju „stratešku sposobnost suprotstavljanja“ na kopnu i moru, što implicira da vojska planira da koristi ovo novo oružje za precizne vazdušne udare i na kopnene i na morske ciljeve.
Članak o IHS Jane's 360 citira IHS Jane's Air Launchched Veapons, koji tvrdi da je raketa „deo Pakistanskog širokog strateškog programa za razvoj raketa koji uključuje balističke rakete kratkog, srednjeg i dugog dometa kao i krstareće rakete srednjeg dometa. U članku se dalje kaže da, "Ra'ad ima velike sličnosti sa projektom južnoafričkog sistema kao što su MUPSOV i Torgos, i da su Pakistan i Južnoafrička Republika zajedno radili na unapređenju ovog oružja.
Prvo testiranje Pakistanskog sistema  Ra'ad testa objavljeno je 25. avgusta 2007. godine. Snimci pakistanske televizije prikazali su projektil ispod trupa aviona Miraž IIIEA tokom poletanja i u letu. Prikazano je izbacivanje rakete sa aviona i pokretanje motora, nakon čega je usledilo snimanje rakete tokom leta, pomoću svojih senzora za snimanje i navođenje na cilj. Drugo testiranje je prijavljeno u maju 2008, treće u aprilu 2011, a četvrto u maju 2012.
Časopis Defence Nevs citira Mansoora Ahmeda, predavača na odeljenju za odbranu i strateške studije na islamabadskom univerzitetu Kuaid-e-Azam, koji je prokomentarisao pakistansku trijadu u smislu kako će trenutni test poboljšati sposobnost Pakistana u odvraćanju neprijatelja.
"Ra'ad i kopnene i morske verzije krstarećih raketa nude diverzifikaciju u mogućnostima ciljanja, veću operativnu i raspoloživu fleksibilnost i povećavaju opstanak svoje vojske i odvraćaju budućeg neprijatelja od napada." On takođe ističe da je ovo potez suprotstavljanja indijskoj „novonastaloj proaktivnoj operativnoj strategiji“, i da će projektil ispuniti svoju ulogu odvraćanja.
Avioni koji su opremljeni da mogu da nose ove sisteme su Miraži isto kao i u Južnoafričkoj Republici, onda F-16, kao i kinesko-pakistanski avion JF-17.

## Spoljašnje veze
- (језик: енглески) Kratak opis sistema MUPSOV
- (језик: енглески) Kratak opis i slika sa sajta Web Arhive
- (језик: енглески) Kratak opis sa slikama
- (језик: енглески) Opširan opis obadva ova sistema na poznatom vojnom sajtu - Global Security
- (језик: енглески) Novine koje su opisale Pakistansku krstareću raketu i saradnju sa Južnoafričkom Republikom
- (језик: енглески) Forum gde se takođe priča o Pakistanskoj raketi i testiranju Архивирано на веб-сајту  (26. јануар 2021)